# Arsène Alancourt
Arsène Alancourt (* 29. Februar 1892 in Paris; † 20. April 1965 in Clichy) war ein französischer Radrennfahrer.

## Sportliche Laufbahn
Alancourt war im Straßenradsport aktiv. Als Amateur gewann er 1912 die nationale Meisterschaft im Straßenrennen. 1913 wurde er Vizemeister hinter Eugène Bezaud, 1921 hinter Robert Grassin. 1914 kam er auf den dritten Rang. Er siegte bei Paris–Dieppe 1913.
Von 1923 bis 1928 war er Unabhängiger und Berufsfahrer. 1924 gewann er die 13. Etappe der Tour de France, 1927 die Eintagesrennen Paris–Contres und Paris–Vichy, 1928 eine Etappe in der Tour du Sud-Est sowie den Circuit de Corrèze und den Circuit de Cantal.
Zweiter wurde er bei Paris–Caen und Paris–Épernay 1928.
Die Tour de France fuhr er sechsmal. 1922 wurde er 13., 1923 5., 1924 7. 1926, 1927 und 1928 war er jeweils ausgeschieden.